# Gotsta Go
Gotsa Go è un singolo della cantante Kelly Rowland distribuito solo in versione download e airplay; è il cosiddetto lead single (un anticipo dell'anticipo dell'album Ms. Kelly). In realtà avrebbe dovuto essere uno dei singoli dell'album mai uscito My Story.
Dai suoni rap, è cantato in coppia con Da Brat, ma il video ufficiale è l'esibizione live solista di Kelly Rowland.